# Osca 2500 GT Dromos
La OSCA 2500 GT è un prototipo di autovettura nato nel 1998 da una partnership tra Luca Zagato (nipote di Ugo fondatore dell'omonima carrozzeria), già titolare della Z Automobili, e l'imprenditore giapponese Shozo Fujita, che all'uopo avevano fondata la "GMP Automobili" con sede a Solbiate Olona.

## Caratteristiche
La 2500 GT fu voluta dai due personaggi per far rivivere alcuni gloriosi marchi legati alla storia italiana dell'automobile. Ad essi si deve l'ideazione della vettura, subito affidata alle esperte mani di Ercole Spada, un designer automobilistico molto stimato in Italia e all'estero. Quest'ultimo definì le linee particolari della vettura, caratterizzata da ingombri compatti (era lunga solo 4.09 metri) e da un corpo molto basso (1.15 di altezza), con abitacolo a due soli posti. La costruzione della vettura venne affidata alla carrozzeria Touring Superleggera, ricostituita nel 1988 da Carlo Felice Bianchi Anderloni, figlio del fondatore, allo scopo di realizzare una produzione elitaria di vetture fuoriserie a tiratura limitata).
A Luca Zagato e Shozo Fujita non rimase altro che decidere finalmente il marchio di questa vettura e questa decisione si rivelò una delle più difficili ed incerte, tanto che persino oggi è ancora oggetto di alcune discussioni. Ufficialmente il nome rispolverato fu comunque quello della OSCA, famosa durante la metà del secolo scorso per le sue vetture da competizione.
In effetti con le OSCA degli anni cinquanta e sessanta del XX secolo, la 2500 GT ha alcuni punti stilistici in comune, per esempio la scelta dei fari anteriori carenati, un disegno tipico delle vetture sportive di quel periodo. Lo stesso corpo vettura assai basso, unito alle proporzioni tutto sommato compatte (anche gli ingombri in larghezza non erano esagerati) richiama le caratteristiche del periodo classico delle sportive italiane. Anche la coda, con il suo particolare disegno rialzato nella zona centrale richiama molto sia lo stile dell'epoca che il DNA professionale di Luca Zagato, cresciuto professionalmente nell'atelier di famiglia, anche se non si può parlare in senso stretto delle tipiche "gobbe" che caratterizzano le vetture carrozzate da Zagato. Un simile vezzo stilistico tipico della Zagato è invece riscontrabile sul tetto, dove sono presenti due bombature in corrispondenza dei due sedili. Infine, anche le superfici vetrate sono un omaggio al classicismo dell'automobile, in particolare il lunotto ed il parabrezza panoramici. Non mancano anche alcune concessioni alla modernità, per esempio in coda, dove spicca il grande estrattore d'aria.
La 2500 GT nasce a partire da un telaio tubolare in acciaio, leggero ma resistente, su cui sono state montante sospensioni anteriori di tipo MacPherson e posteriori con triangoli inferiori e bracci longitudinali. Sui due assi sono state poi montate anche due barre stabilizzatrici. Il motore scelto era di origine Subaru, e più precisamente l'unità da 2457 cm³ già presente sulla Subaru Legacy di quel periodo ed in grado di erogare una potenza massima di 187 CV a 6000 giri/min ed una coppia massima di 235 Nm a 2800 giri/min. Con una massa a vuoto di 780 kg, la vettura raggiungeva una punta velocistica massima di quasi 250 orari, coprendo lo scatto da 0 a 100 km/h in 6 secondi.
La vettura fu presentata una prima volta nel 1999 ed una seconda volta nel 2001 quando era imminente il suo lancio: l'obiettivo commerciale dell 2500 GT Dromos fu quello di essere prodotta in alcune centinaia di esemplari l'anno, ma in realtà il progetto si arenò poco dopo le prime foto diffuse dalla stampa specializzata e la vettura rimase allo stadio di prototipo ed in esemplare unico.